# Aquäduktbrücke in Mechernich-Vollem

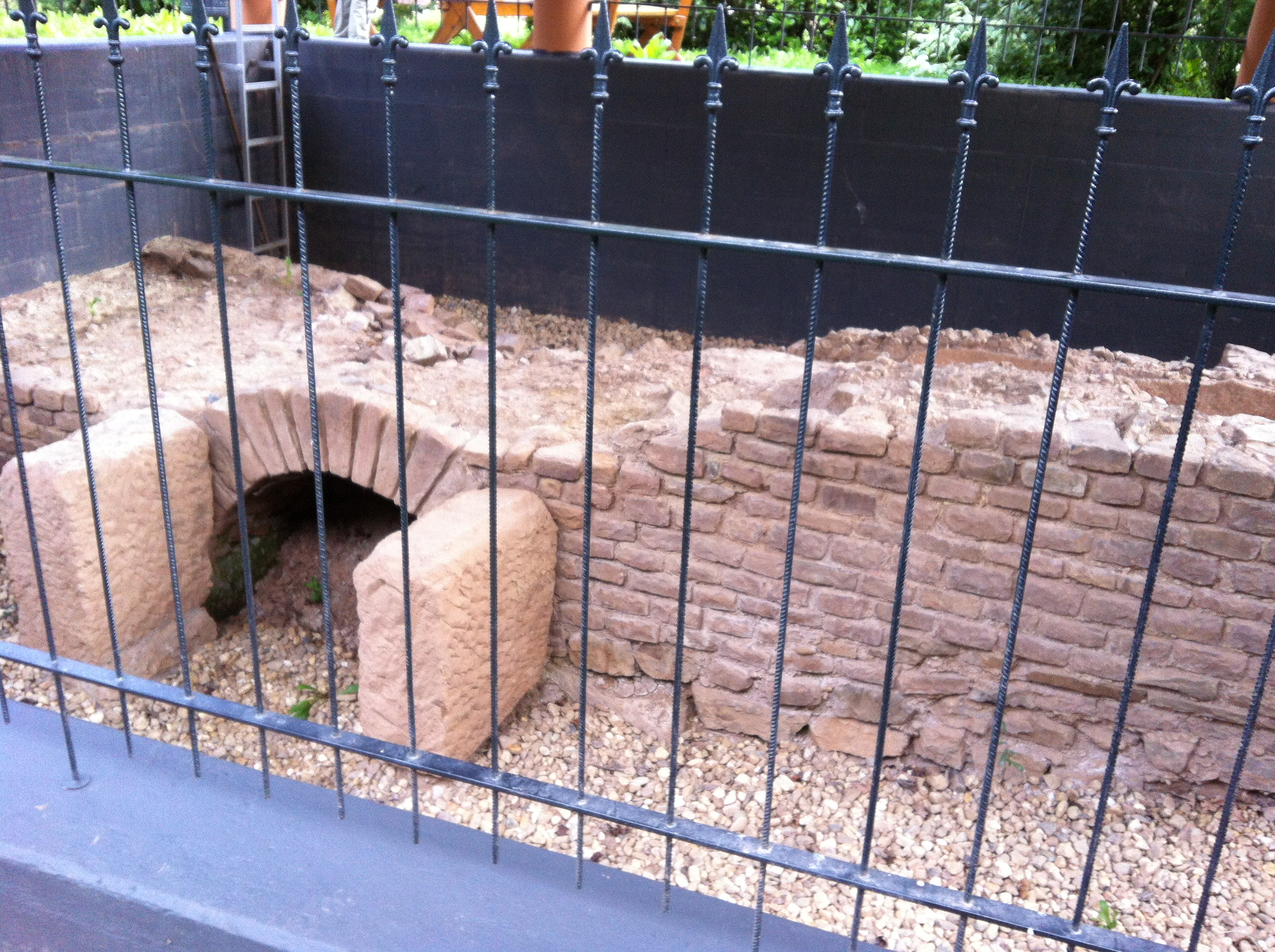
Aquäduktbrücke in Mechernich-Vollem

Die Aquäduktbrücke in Vollem war Teil der römischen Eifelwasserleitung, die die Colonia Claudia Ara Agrippinensium, das antike Köln, mit Trinkwasser versorgte, und liegt zwischen den Orten Vollem und Urfey.
Die Aquäduktbrücke ist fast komplett erhalten und transportierte das Wasser der Quellgebiete Grüner Pütz und Klausbrunnen über den antiken Kallmuther Bach weiter in Richtung Köln.
Sie gehörte zu den vielen kleineren Brücken der Eifelwasserleitung, die der Überwindung von Bachläufen dienten.
Ein kleines Stück leitungsabwärts stieß der vom Quellgebiet in Urfey kommende Strang auf den Kanal.
Das Wasser wurde dann in dem überwölbten unterirdischen Kanal durch das Veybachtal weiter zum Sammelbecken in Eiserfey transportiert.
Die Aquäduktbrücke war 7,3 m lang und 1,79 m breit und hatte für den Bach nur einen Durchlass, der aber noch fast vollständig erhalten ist und eine Weite von 1,12 m hatte.
Der gute Erhaltungszustand ist wahrscheinlich damit zu erklären, dass sich der antike Bach in nachrömischer Zeit verlagert hatte und die Brücke dann auf dem Trockenen lag.
Die Aquäduktbrücke wurde 1981 erstmals archäologisch untersucht.
Erst seit kurzem ist sie touristisch erschlossen.
Der 2012 erneuerte Römerkanal-Wanderweg von Nettersheim nach Köln führt jetzt auch an diesem wegen seines seltenen Erhaltungszustands bedeutenden Bauwerk der Eifelwasserleitung vorbei.
Die kleine Aquäduktbrücke ist heute die Station 9 dieses Wanderwegs.
In der Nähe des Bauwerks befindet sich auch eine Parkmöglichkeit für Besucher.